# Verbascum dieckianum
Verbascum dieckianum är en flenörtsväxtart som beskrevs av Borbás och Árpád von Degen. Verbascum dieckianum ingår i släktet kungsljus, och familjen flenörtsväxter. Inga underarter finns listade i Catalogue of Life.